# Episodi di Shameless (serie televisiva 2011) (nona stagione)
La nona stagione della serie televisiva Shameless, composta da 14 episodi, è stata trasmessa in prima visione assoluta negli Stati Uniti dal canale via cavo Showtime in due parti: la prima dal 9 settembre al 21 ottobre 2018, e la seconda dal 20 gennaio al 10 marzo 2019.
In Italia la stagione è trasmessa da Premium Stories, canale a pagamento delle piattaforme Sky e Mediaset Premium, dall'8 febbraio al 10 maggio 2019.
Al termine di questa stagione esce dal cast principale Emmy Rossum; inizialmente anche Cameron Monaghan aveva lasciato la serie dopo il sesto episodio, ma è in seguito tornato sui suoi passi, pertanto ricompare nel quattordicesimo e sarà di nuovo una presenza fissa per l'intera decima stagione.
| n° | Titolo originale                          | Titolo italiano                                        | Prima TV USA      | Prima TV Italia  |
| -- | ----------------------------------------- | ------------------------------------------------------ | ----------------- | ---------------- |
| 1  | Are You There Shim? It's Me, Ian          | Il prezzo di essere un Gallagher                       | 9 settembre 2018  | 8 febbraio 2019  |
| 2  | Mo White!                                 | Frank salva il paese                                   | 16 settembre 2018 | 15 febbraio 2019 |
| 3  | Weirdo Gallagher Vortex                   | Il candidato                                           | 23 settembre 2018 | 22 febbraio 2019 |
| 4  | Do Right, Vote White!                     | Prima i bianchi                                        | 30 settembre 2018 | 1º marzo 2019    |
| 5  | Black-Haired Ginger                       | Un rosso dai capelli neri                              | 7 ottobre 2018    | 8 marzo 2019     |
| 6  | Face It, You're Gorgeous                  | Ammettilo, sei bellissima                              | 14 ottobre 2018   | 15 marzo 2019    |
| 7  | Down Like the Titanic                     | Giù come il Titanic                                    | 21 ottobre 2018   | 22 marzo 2019    |
| 8  | The Apple Doesn't Fall Far from the Alibi | La mela non cade lontano dall'Alibi                    | 20 gennaio 2019   | 29 marzo 2019    |
| 9  | BOOOOOOOOOOOONE!                          | Il quadro dei desideri                                 | 27 gennaio 2019   | 5 aprile 2019    |
| 10 | Los Diablos                               | Diverse sfumature di marrone                           | 10 febbraio 2019  | 12 aprile 2019   |
| 11 | The Hobo Games                            | Il gioco del barbone                                   | 17 febbraio 2019  | 19 aprile 2019   |
| 12 | You'll Know The Bottom When You Hit It    | Saprai di aver toccato il fondo quando l'avrai toccato | 24 febbraio 2019  | 26 aprile 2019   |
| 13 | Lost                                      | Persa                                                  | 3 marzo 2019      | 3 maggio 2019    |
| 14 | Found                                     | Una seconda chance                                     | 10 marzo 2019     | 10 maggio 2019   |